# Conflit émotionnel
« Les conflits émotionnels et l'intervention de l'inconscient sont les caractéristiques classiques de... la psychologie médicale » pour C. G. Jung. « De la même manière, le concept de Freud sur le conflit émotionnel comme amplifié par[pas clair] Anna Freud... Erikson et d'autres est au cœur des théories du trouble mental chez l'enfant, en particulier en ce qui concerne le développement de la psychonévrose. »
Dans la vie adulte, de tels conflits peuvent être définis par la présence dans le subconscient de différentes émotions opposées liées à une situation ayant récemment pris place ou qui est en train de se dérouler. Elles peuvent être accompagnées d'une douleur physique, particulièrement quand « un trouble fonctionnel est associé à un conflit émotionnel de l'enfance » qui a été refoulé, en particulier les céphalées de tension « qui expriment un état de stress... [ou] causé par un conflit inconscient ».

## Symptômes physiques
Des conflits émotionnels peuvent faire suite à une douleur ou souffrance physique, souvent sous la forme de céphalées de tension, qui peuvent être épisodiques ou chroniques, et peuvent durer quelques minutes, heures ou jours - associées à une douleur légère, modérée ou très forte. 